# Стадион Олимпик де ла Понтез
Стадион Олимпик де ла Понтез (фр. Stade Olympique de la Pontaise) је вишенаменски стадион у Лозани, Швајцарска. Стадион има 15.700 људи и отворен је 1954. године. Стадион се првенствено користи за фудбалске утакмице. Тренутно је домаћи терен ФК Стад Лоусана Оучи, тима који се такмичи у швајцарској Супер лиги.
На стадиону се такође одржавају атлетски митинзи Дијамантске лиге.

### Организовани догађаји и турнеје одржане на стадиону
Током Светског првенства у фудбалу 1954. године, стадион је био домаћин пет утакмица.
Пинк Флојд одржали су два концерта на стадиону. Дана 12. јула 1989. године, као део њихове турнеје „A Momentary Lapse of Reason Tour” и 25. септембра 1994., као део њихове турнеје „The Division Bell Tour”. Мајкл Џексон је наступио на стадиону током своје светске турнеје „Bad“ 19. августа 1988. године, током своје светске турнеје „Dangerous“ 8. септембра 1992. и током светске турнеје HIStory 20. јуна 1997. године. Елтон Џон је наступио на стадиону током своје турнеје „The One Tour” (турнеја Елтона Џона) 3. јула 1992. 
Године 2011. стадион је био домаћин неких догађаја „World Gymnaestrada”.

### Светско првенство у фудбалу 1954.
На стадиону је одиграно пет утакмица у току Светског првенства одржаног 1954. године
| Датум         | Време UTC+1 | Домаћин     | Резултат | Гост        | Коло         | Гледалаца |
| ------------- | ----------- | ----------- | -------- | ----------- | ------------ | --------- |
| 16. јун 1954. | 18.00       | Југославија | 1–0      | Француска   | Група 1      | 16.000    |
| 17. јун 1954. | 17.50       | Швајцарска  | 2–1      | Италија     | Група 4      | 43.000    |
| 19. јун 1954. | 17.00       | Бразил      | 1–1      | Југославија | Група 1      | 24.637    |
| 16. јун 1954. | 17.00       | Аустрија    | 7–5      | Швајцарска  | Четвртфинале | 35.000    |
| 30. јун 1954. | 18.00       | Мађарска    | 4–2      | Уругвај     | Полуфинале   | 45.000    |